# Premio Nacional de Literatura de Venezuela
El Premio Nacional de Literatura de Venezuela es el galardón literario de mayor relevancia nacional para los escritores venezolanos y actualmente forma parte de los Premios Nacionales de Cultura, otorgados cada dos años por la Fundación Casa del Artista del Ministerio para la Cultura.
Fue creado durante la «Junta Revolucionaria de Gobierno» presidida por Rómulo Betancourt. Su primer ganador, en 1948, fue el ensayista y novelista Mario Briceño Iragorry por su biografía novelada El Regente Heredia o la piedad heroica (1947). El premio no distingue entre géneros como poesía, ensayo, novela o cuento. Aunque en sus primeras ediciones se otorgó por obras específicas, con el tiempo se ha convertido en un reconocimiento a trayectorias literarias.
Arturo Uslar Pietri recibió el galardón en dos ocasiones: por su colección de ensayos Las nubes (1951) y por su novela La isla de Robinson (1982). Algunos autores, como Miguel Ramón Utrera y José León Tapia, han rechazado este reconocimiento. La primera mujer en recibirlo fue la narradora y poeta Antonia Palacios en 1976.
Desde su creación, Rómulo Gallegos ha sido el único expresidente en conseguir este premio. Entre los galardonados, Uslar Pietri y Rafael Cadenas destacan por haber obtenido reconocimientos internacionales de gran prestigio: el Premio Príncipe de Asturias 1990 y el Premio Miguel de Cervantes 2022, respectivamente.
A lo largo de los años, distintas instituciones gubernamentales han gestionado este premio, entre ellas el Ministerio de Educación; el Instituto Nacional de Cultura y Bellas Artes; el Consejo Nacional de la Cultura y el Ministerio para la Cultura.

## Lista de ganadores
| Año / Periodo | Escritor                                | Género                            | Obra                                                                                       | Imagen |
| ------------- | --------------------------------------- | --------------------------------- | ------------------------------------------------------------------------------------------ | ------ |
| 1948          | Mario Briceño Iragorry                  | Ensayo / Historia de Venezuela    | El Regente Heredia o la piedad heroica                                                     |        |
| 1949          | Carlos Augusto León                     | Poesía                            | A solas con la vida                                                                        |        |
| 1950          | Santiago Key Ayala                      | Ensayo                            | Bajo el signo del Ávila                                                                    |        |
| 1951          | Juan Liscano                            | Poesía                            | Humano destino                                                                             |        |
| 1952          | Ramón Díaz Sánchez                      | Ensayo / Historia de Venezuela    | Guzmán: elipse de una ambición de poder                                                    |        |
| 1953          | Félix Armando Núñez                     | Poesía                            | El poema de la tarde                                                                       |        |
| 1954          | Mariano Picón Salas                     | Ensayo / Historia de Venezuela    | Los días de Cipriano Castro                                                                |        |
| 1954          | Arturo Uslar Pietri                     | Ensayo                            | Las nubes                                                                                  |        |
| 1955          | Manuel Felipe Rugeles                   | Poesía                            | Cantos de sur y norte                                                                      |        |
| 1956          | Miguel Otero Silva                      | Narrativa                         | Casas muertas                                                                              |        |
| 1956          | Augusto Mijares                         | Ensayo                            | La luz y el espejo                                                                         |        |
| 1957          | Juan Beroes                             | Poesía                            | Poemas itálicos: materia de eternidad                                                      |        |
| 1958          | Rómulo Gallegos                         | Narrativa                         | La doncella                                                                                |        |
| 1959          | Juan Manuel González                    | Poesía                            | La heredad junto al viento                                                                 |        |
| 1960          | José Fabbiani Ruiz                      | Narrativa                         | A orillas del sueño                                                                        |        |
| 1961          | José Ramón Medina                       | Poesía                            | Memorias y elegías                                                                         |        |
| 1962          | José Antonio de Armas Chitty            | Ensayo / Historia de Venezuela    | Tucupido, Formación de un Pueblo del Llano                                                 |        |
| 1963          | Luis Pastori                            | Poesía                            | Elegía sin fin                                                                             |        |
| 1964          | Arturo Croce                            | Narrativa                         | El espacio en el tiempo                                                                    |        |
| 1965          | José Tadeo Arreaza Calatrava            | Poesía                            | Poesía                                                                                     |        |
| 1966          | Alberto Arvelo Torrealba                | Ensayo                            | Lazo Martí: vigencia en lejanía                                                            |        |
| 1967          | Fernando Paz Castillo                   | Poesía                            | Poesía                                                                                     |        |
| 1968          | Guillermo Meneses                       | Narrativa / Ensayo                | Espejos y disfraces                                                                        |        |
| 1969          | Vicente Gerbasi                         | Poesía                            | Poesía de viajes                                                                           |        |
| 1970          | Alfredo Armas Alfonzo                   | Narrativa                         | El osario de Dios                                                                          |        |
| 1970          | Luis Beltrán Guerrero                   | Ensayo                            | El tema de la revolución                                                                   |        |
| 1971          | Pablo Rojas Guardia                     | Poesía                            | La voz inacabada                                                                           |        |
| 1972          | Alfredo Boulton                         | Ensayo                            | Historia de la pintura en Venezuela                                                        |        |
| 1973          | Salvador Garmendia                      | Narrativa                         | Los escondites                                                                             |        |
| 1973          | Caupolicán Ovalles                      | Poesía                            | Copa de huesos                                                                             |        |
| 1973          | José Luis Salcedo Bastardo              | Ensayo                            | Bolívar: un continente y un destino                                                        |        |
| 1974          | José Ramón Heredia                      | Poesía                            | Antología poética                                                                          |        |
| 1974          | Pedro Pablo Barnola Duxans              | Ensayo                            | Afirmaciones de cultura                                                                    |        |
| 1974          | Julio Garmendia                         | Narrativa                         | Trayectoria literaria                                                                      |        |
| 1975          | Orlando Araujo                          | Ensayo                            | Contrapunteo de la vida y de la muerte: ensayo sobre la poesía de Alberto Arvelo Torrealba |        |
| 1975          | Ramón Palomares                         | Poesía                            | Adiós Escuque                                                                              |        |
| 1976          | Antonia Palacios                        | Narrativa                         | El largo día ya seguro                                                                     |        |
| 1976          | Juan Sánchez Peláez                     | Poesía                            | Rasgos comunes                                                                             |        |
| 1976          | Guillermo Sucre                         | Ensayo                            | La máscara, la transparencia                                                               |        |
| 1977          | Ida Gramcko                             | Poesía                            | Trayectoria literaria                                                                      |        |
| 1978          | Juan David García Bacca                 | Ensayo                            | Trayectoria literaria                                                                      |        |
| 1978          | Luis Alberto Crespo                     | Poesía                            | Costumbre de Sequía                                                                        |        |
| 1979          | Francisco Pérez Perdomo                 | Poesía                            | Trayectoria literaria                                                                      |        |
| 1980          | Adriano González León                   | Narrativa                         | Trayectoria literaria                                                                      |        |
| 1981          | Miguel Ramón Utrera (rechazó el premio) | Poesía                            | Trayectoria literaria                                                                      |        |
| 1982          | Arturo Uslar Pietri                     | Narrativa                         | La isla de Robinson                                                                        |        |
| 1983          | Pascual Venegas Filardo                 | Poesía                            | Trayectoria literaria                                                                      |        |
| 1984          | Isaac J. Pardo                          | Ensayo / Historia de Venezuela    | Fuegos Bajo el Agua                                                                        |        |
| 1985          | Rafael Cadenas                          | Poesía / Ensayo                   | Trayectoria literaria                                                                      |        |
| 1986          | Luz Machado                             | Poesía                            | Trayectoria literaria                                                                      |        |
| 1987          | Rafael Ángel Díaz Sosa (Rafael Pineda)  | Ensayo                            | Trayectoria literaria                                                                      |        |
| 1988          | Oswaldo Trejo                           | Narrativa                         | Trayectoria literaria                                                                      |        |
| 1989          | Ana Enriqueta Terán                     | Poesía                            | Trayectoria literaria                                                                      |        |
| 1990          | Guillermo Morón                         | Narrativa / Historia de Venezuela | Trayectoria literaria                                                                      |        |
| 1991          | José Balza                              | Narrativa / Ensayo                | Trayectoria literaria                                                                      |        |
| 1992          | Pedro Pablo Paredes                     | Poesía / Ensayo                   | Trayectoria literaria                                                                      |        |
| 1993          | Pedro Grases González                   | Ensayo / Historia de Venezuela    | Trayectoria literaria                                                                      |        |
| 1994          | Elizabeth Schön                         | Poesía                            | Trayectoria literaria                                                                      |        |
| 1995          | Gustavo Díaz Solís                      | Narrativa                         | Trayectoria literaria                                                                      |        |
| 1996          | José Manuel Briceño Guerrero            | Ensayo                            | Trayectoria literaria                                                                      |        |
| 1997          | Alfredo Silva Estrada                   | Poesía                            | Trayectoria literaria                                                                      |        |
| 1998          | Eugenio Montejo                         | Poesía                            | Trayectoria literaria                                                                      |        |
| 1999          | Elisa Lerner                            | Crónica / Ensayo                  | Trayectoria literaria                                                                      |        |
| 2000          | Gustavo Pereira                         | Poesía / Ensayo                   | Trayectoria literaria                                                                      |        |
| 2001          | Luis Britto García                      | Narrativa                         | Trayectoria literaria                                                                      |        |
| 2002-2003     | Carlos Noguera                          | Narrativa                         | Trayectoria literaria                                                                      |        |
| 2004          | José León Tapia (rechazó el premio)     | Narrativa / Historia de Venezuela | Trayectoria literaria                                                                      |        |
| 2006          | Renato Rodríguez                        | Narrativa                         | Trayectoria literaria                                                                      |        |
| 2007          | William Osuna                           | Poesía                            | Trayectoria literaria                                                                      |        |
| 2008-2010     | Luis Alberto Crespo                     | Poesía                            | Trayectoria literaria                                                                      |        |
| 2011-2012     | Francisco Massiani                      | Narrativa y Poesía                | Trayectoria literaria                                                                      |        |
| 2013-2014     | Laura Antillano                         | Narrativa                         | Trayectoria literaria                                                                      |        |
| 2016-2018     | Gabriel Jiménez Emán                    | Narrativa                         | Trayectoria literaria                                                                      |        |
| 2019-2020     | Reynaldo Pérez Só                       | Poesía                            | Trayectoria literaria                                                                      |        |
| 2021-2022     | José Napoleón Oropeza                   | Narrativa y poesía                | Trayectoria literaria                                                                      |        |
| 2023-2024     | Antonio Trujillo                        | Poesía                            | Trayectoria literaria                                                                      |        |